# Адмирал флота (Австралия)
Адмирал флота (англ. Admiral of the Fleet) — высшее военно-морское звание в Королевском ВМФ Австралии. Соответствует званию «Фельдмаршал» в Сухопутных войсках Австралии и званию «Маршал Королевских ВВС» в Королевских ВВС Австралии. Является «пятизвёздным» званием (по применяемой в НАТО кодировке — OF-10).

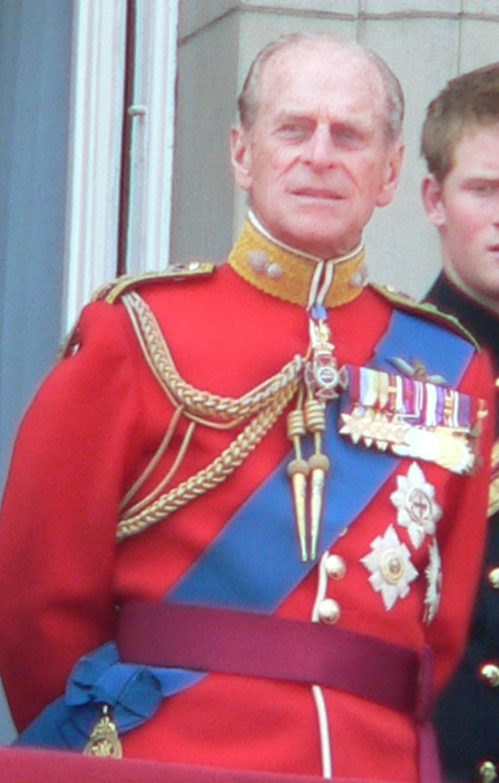
Филипп, герцог Эдинбургский - единственный, кто удостоился данного звания (1 апреля 1954)

Следует за званием «Адмирал» и является высшим званием для военнослужащих Военно-морского флота. Является прямым аналогом британского звания «Адмирал флота».

## История
Созданный в 1911 году Королевский ВМФ Австралии перенял те же звания, что и в Королевском ВМФ Великобритании. Однако звание адмирала флота до сих пор присваивалось только один раз в его истории, при этом остальные адмиральские звания традиционно присваивались в качестве званий военного времени и не присваивались так часто, как аналогичные британские звания до 1996 года. До сих пор единственным обладателем этого звания был Филипп Маунтбеттен, принц-консорт Королевы Австралии Елизаветы II, который умер 9 апреля 2021 года.

## Носители звания
| № | Имя                         | Портрет | Годы жизни | Дата присвоения звания | Прим. |
| - | --------------------------- | ------- | ---------- | ---------------------- | ----- |
| 1 | Филипп, герцог Эдинбургский |         | 1921—2021  | 1 апреля 1954          | [ 3 ] |

## Галерея

Погон[4]
Нарукавные знаки различия